# 德文郡宮

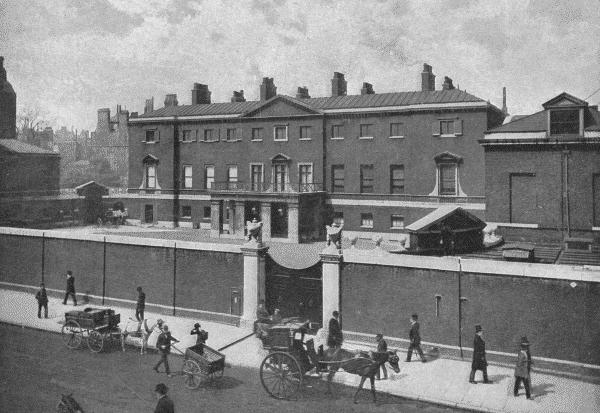
1896年時的德文郡宮

德文郡宮（Devonshire House）是英國倫敦的一座現不存在的建築，位於梅费尔皮卡迪利街。在18至19世紀，這座建築是德文郡公爵的官邸。1733年，該建築被燒毀，後得到重建。第一次世界大戰後，該建築閒置，並於1924年拆除。

## 外部連結
- Official website for office building （页面存档备份，存于）

51°30′26″N 0°08′34″W / 51.507270°N 0.142756°W